# Sagonte
« Morvèdre » redirige ici. Pour le cépage, voir Mourvèdre.
 (avril 2024).
Si vous disposez d'ouvrages ou d'articles de référence ou si vous connaissez des sites web de qualité traitant du thème abordé ici, merci de compléter l'article en donnant les références utiles à sa vérifiabilité et en les liant à la section « Notes et références ».
Sagonte, en français (Sagunt en valencien et Sagunto en castillan, dénomination officielle bilingue depuis le 7 mai 1987), connue historiquement sous le nom de Morvedre en valencien et Murviedro en castillan, parfois francisé en « Morvèdre », est une commune d'Espagne de la province de Valence dans la Communauté valencienne. Elle est située dans la comarque du Camp de Morvedre et dans la zone à prédominance linguistique valencienne. C'est un important centre historique de la péninsule ibérique et l'un des pôles industriels de la région.

## Géographie

Localisation de Sagonte
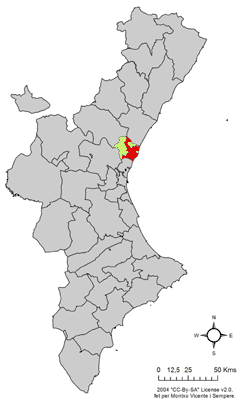
dans la Communauté valencienne.
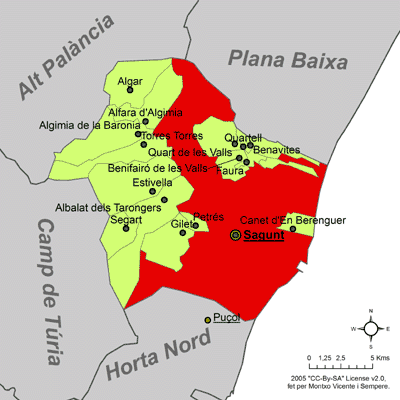
dans la comarque du Camp de Morvedre.

Sagonte est située à 25 km au nord de la ville de Valence, capital de la comarque Camp de Morvedre, située dans le nord de la province de Valence (équivalent du département français), au pied de la Sierra Calderona.
Sagonte a une population d'environ 65 000 habitants répartis sur deux centres urbains :
- 36 000 dans le quartier du Port (port sur la Méditerranée, développé au XXe siècle, où se concentrent l'industrie et le tourisme, les principales sources de richesse de la municipalité),
- 20 000 autour du centre historique (âgé de plus de vingt-cinq siècles, centre de la culture traditionnelle des agrumes).

### Hameaux
- Almardá.
- El Baladre.
- El Puerto.
- Partida de Gausa.
- Partida de Montiver.

### Communes voisines
Sagonte est voisine :

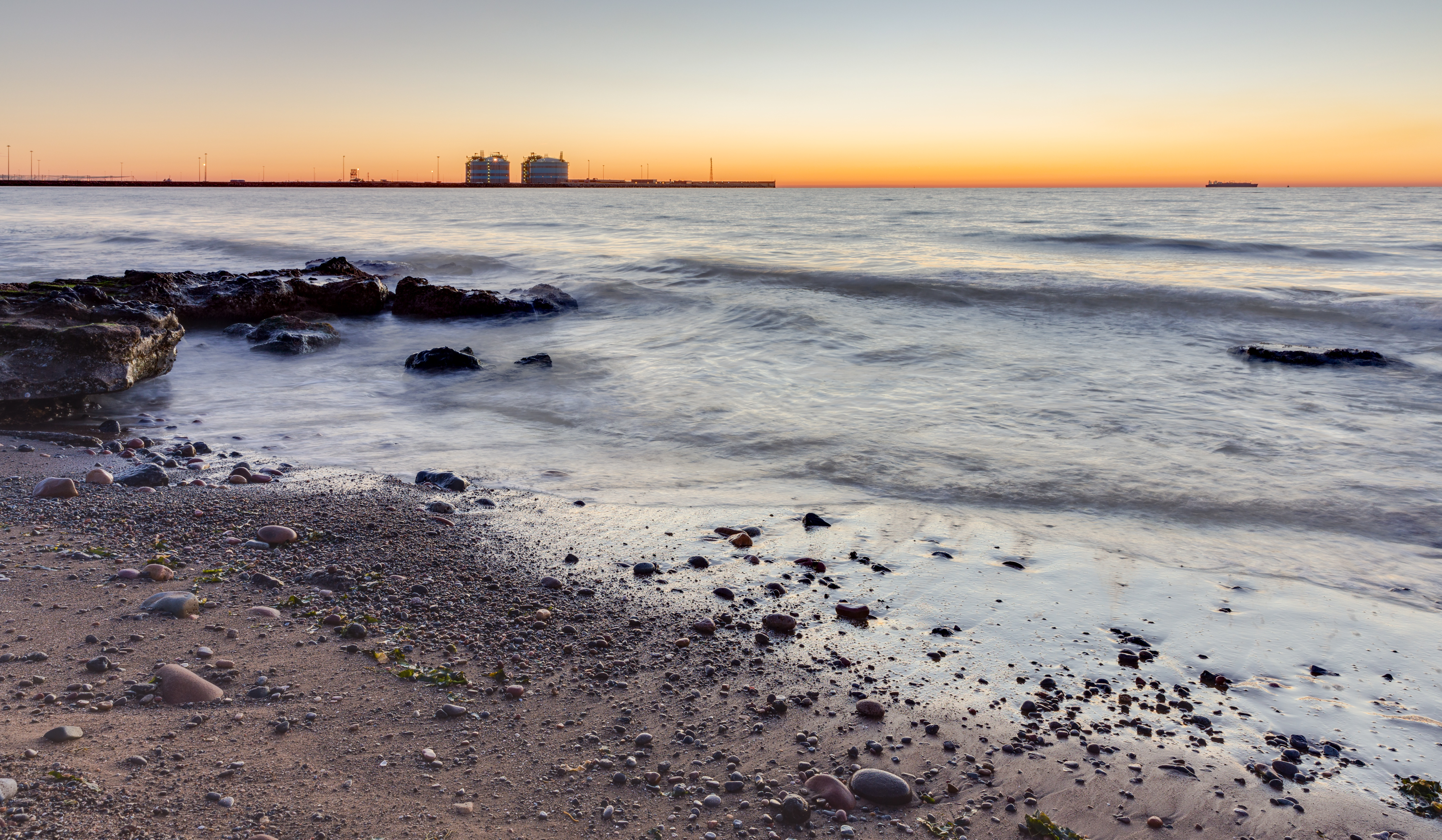
L'aube à Grau Vell, Sagonte.

- au nord : Soneja, Alfondeguilla, La Vall d'Uixó, Almenara, situées dans la province de Castelló, Algar de Palancia, Quart de les Valls, Benavites, Benifairó de les Valls, Faura, situées dans la province de Valence,
- à l'est : Canet d'En Berenguer (province de Valence) et la mer Méditerranée,
- au sud : Puçol, El Puig de Santa Maria (province de Valence),
- à l'ouest : Petrés, Gilet, Albalat dels Tarongers, Estivella, Torres Torres, Alfara de la Baronia (province de Valence).

## Histoire

### Période pré-romaine
Les premières traces du passé de Sagonte remontent à l'âge du bronze. La ville est probablement fondée par des colons grecs venus de Zante, dans les îles Ioniennes. Au Ve siècle av. J.-C., à l'époque des ibères, ses habitants construisirent des murailles pour se protéger des dangers, ils absorbent les anciens villages et se nomment Arse.
Un grand développement culturel et économique s'ensuit, qu'avalise la fabrication de monnaie et des relations commerciales avec les Grecs de Zakynthos et les Phéniciens, mais aussi réveillant la rivalité avec les populations voisines, notamment les Ilercavones de Teruel.

### Deuxième guerre punique et romanisation
Cette croissance est freinée par le conflit qui éclate de la rivalité entre Carthage et Rome : Sagonte prend le parti de la République romaine lorsqu'elle est assiégée par Hannibal et l'armée carthaginoise, sous la direction d'Hannibal, en l'an 218 av. J.-C., détruit totalement la ville après huit mois de siège et une résistance légendaire des habitants face à l'assiégeant. Le siège commence sous le consulat de Publius Cornelius Scipion et de Marcus Minucius Rufus. Hannibal déclare ainsi indirectement la guerre aux Romains, d'abord par la campagne d'Espagne, puis par la prise de Sagonte.
Cet événement est à l'origine de la deuxième guerre punique et en constitue le véritable casus belli. Après la victoire des Romains par leur reprise de la ville en 212, un nouveau processus d'expansion et de développement s'initie, la ville s'appelle désormais Saguntum.

### Moyen Âge: période hispano-arabe et Royaume de Valence

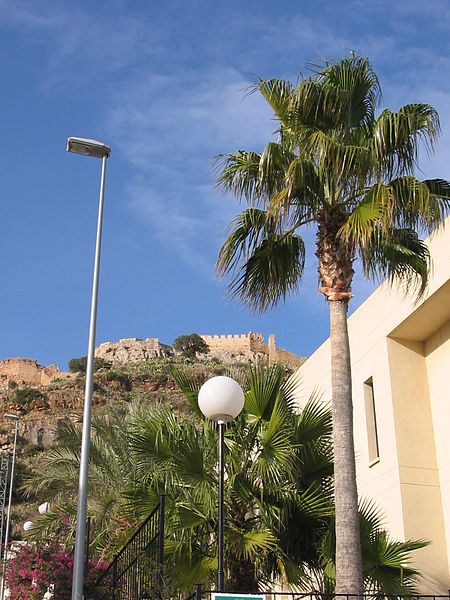
Aperçu de la place forte de Sagonte.

Une forte récession est provoquée par les invasions des Barbares : Vandales et Wisigoths, entre le Ve et le VIIe siècles.
Au VIIIe siècle, la conquête arabo-musulmane provoque le dépeuplement de la région est de la péninsule. C'est à cette époque que son nom est à nouveau changé, Saguntum devient Morbiter, puis Murviedro (en castillan) et Morverdre (ou Molvedre en valencien), nom conservé jusqu'en 1868 et qui dérivent toutes de muri veteres (les vieux murs) du Moyen Âge.
En l'an 1094, la ville fut provisoirement prise par les chrétiens lors des campagnes du Cid Campeador, néanmoins la reconquête définitive se produisit en 1238, lorsque Jacques Ier d'Aragon dit le Conquérant, prend la ville pour la couronne d'Aragon puis pour le royaume de Valence.

### XVIe–XIXesiècles
La ville ayant une position militaire stratégique au centre du royaume d'Aragon et grâce à son château, subit de lourdes attaques à plusieurs reprises: par l'armée royale de Charles Quint lors de la guerre contre la Germanie valencienne (1515-1523), les armées bourboniennes lors de la guerre de Succession d'Espagne (1701-1714), la Guerre d'Espagne sous le Ier Empire (1808-1814) (ou guerre pour l'indépendance espagnole, ou campagne d’Espagne des guerres napoléoniennes) et les guerres Carlistes à plusieurs périodes du XIXe siècle.
En 1874, le pronunciamiento (coup d'État) du général Martínez Campos qui soulève les troupes positionnées à Sagonte, provoque la Restauration des bourbons sous la figure de Alphonse XII d'Espagne

### XXesiècle
Au début du XXe siècle, une industrie sidérurgique se développe fortement, jusque dans les années 1980, date de la fermeture du dernier haut-fourneau, résultat de la réorganisation industrielle de l'Espagne pour permettre son adhésion à la CEE.
La ville est ensuite déclarée zone industrielle, ce qui favorise l'installation d'autres industries comme le ciment, la chimie... en continuant l'activité du secteur traditionnellement installé, le sidéro-métallurgique. Comme exemple, des grandes sociétés comme le groupe Arcelor ou le ThyssenKrupp, ont des installations sur place.
Dès les années 1960, la ville profite de l'expansion de l'industrie touristique espagnole pour aménager son port et développer un nouveau centre urbain à environ 5 km de l'ancien. C'est aussi à cette époque qu'elle participe au grand mouvement de grève de 1962, démarré dans les Asturies.

## Administration

Vue générale de Sagonte.

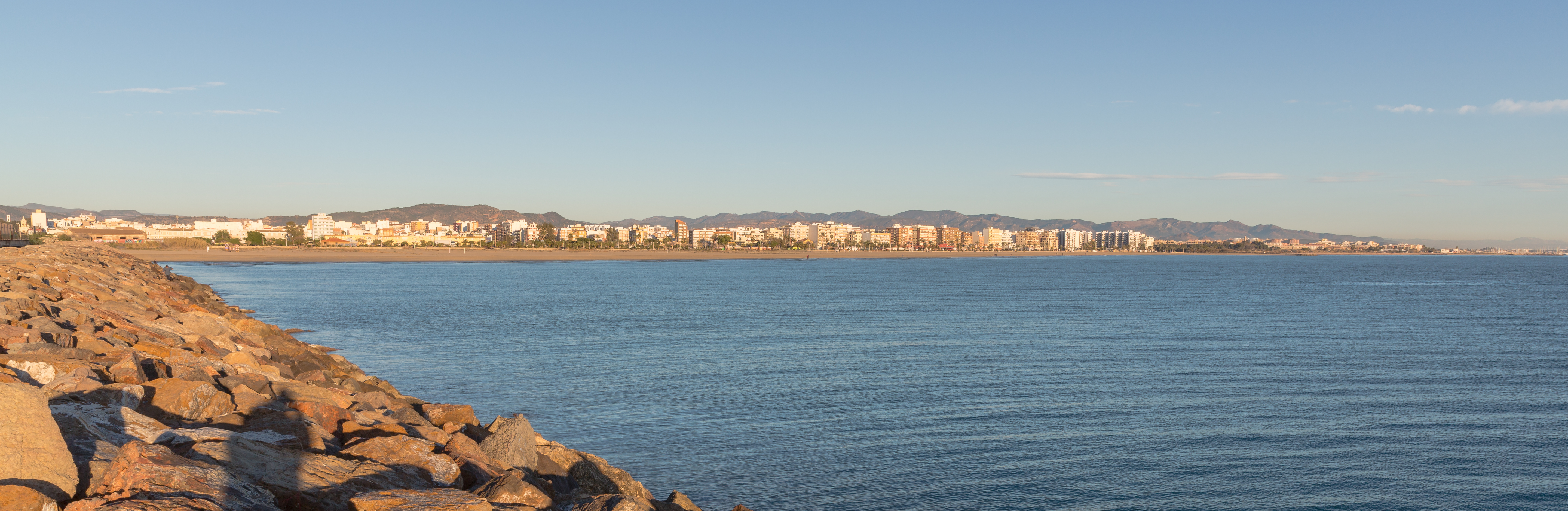
Plage de Sagonte.

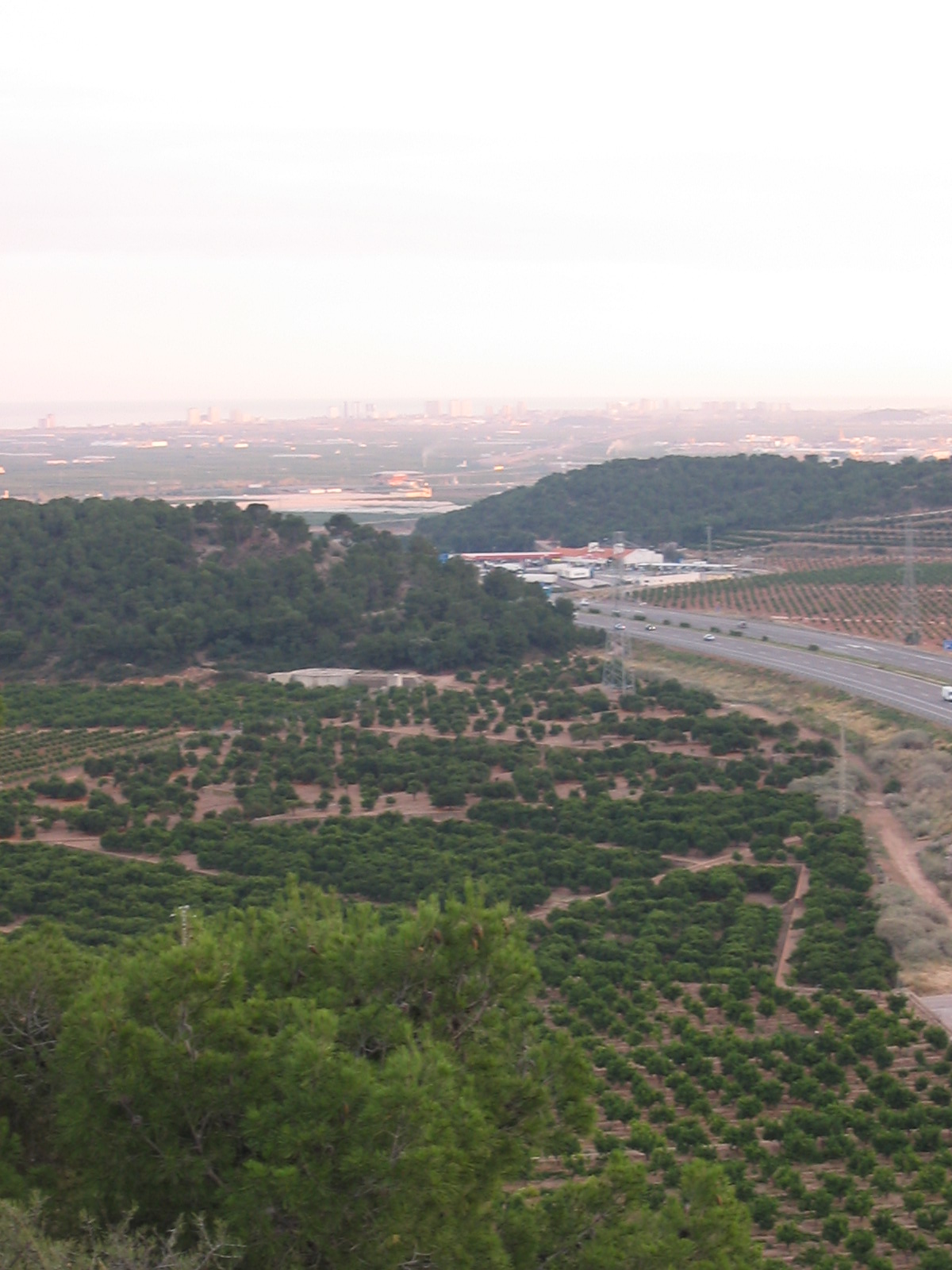
Champs d'orangers au sud de Sagonte.

## Économie
L'économie est basée principalement sur la sidérurgie, les agrumes et le tourisme.
Sagonte jouit d'une florissante économie maritime grâce à son port.

## Patrimoine culturel et naturel
Le centre historique comprend différents monuments historiques datant de plusieurs époques différentes de l'histoire : le château fort, depuis lequel on a une vue d'ensemble du centre historique, le théâtre romain récemment restauré, l'ancien quartier juif ou juiverie, la mer et l’horta, zone agricole plantée d'orangers. Notons aussi le Musée archéologique de Sagonte, qui rassemble de nombreux témoins de la présence romaine.
Plages : plage du Port de Sagonte, plage de Almardà, plage de Corinto-Malvarossa.

### Monuments et lieux d'intérêt
- Théâtre romain de Sagonte 

- Château de Sagonte 
 
- Église de la Nativité de Notre-Dame 

- Église du Salvador

- Ermitage du Sang

- Ermitage de San Miguel

- Ermitage de San Cristóbal

- Ermitage Notre Dame du Bon Succès

- Ermitage de Sant Roc

- Musée Archéologique du Théâtre Romain

- Ermitage de la Madeleine

- Ermitage des Douleurs

- Monastère de la Vierge au pied de la Croix, ou de Santa Ana

- Ferme Fortifiée Agua Fresca

- Fort ou Torre del Grau Vell

- Grau Vell

- Tour de San Roque

- Église paroissiale de la Nativité de Notre-Dame

- Moulin Fortifié de la Tour Gausa

- Château-prison

- Ancien noyau de la Ville de Sagonte

- Vía del Pòrtic

## Personnalités liées à Sagonte
- Joaquín Rodrigo (musicien)
- José Romeu (militaire)
- Antonio Maceda (footballeur)
- David Navarro (footballeur)
- Rubén Rochina (footballeur)
- Sergio Ruiz Casanova (sportif)
- Alberto Torres Blandina (écrivain)
- César Novella (artiste conceptuel)
- Miguel Lluch (syndicaliste)
- Adolfo Navarro (artiste)
- Rubén Ruiz Casanova (sportif)
- Luis María Andriani (militaire)

## Jumelages
- Millau (France)
- Cecina (Italie)